# Haplochromis cnester
Haplochromis cnester är en fiskart som beskrevs av Witte och Witte-maas, 1981. Haplochromis cnester ingår i släktet Haplochromis och familjen Cichlidae. IUCN kategoriserar arten globalt som akut hotad. Inga underarter finns listade i Catalogue of Life.